# Eulenkopf (Pleisweiler-Oberhofen)
Der Eulenkopf ist ein Berg im Pfälzerwald.

## Geographie

### Lage
Der Eulenkopf liegt am südöstlichen Rand des Pfälzerwaldes am Übergang zum Haardtrand. Die Nordost-, die Nord- und die Westflanke gehören zur Ortsgemeinde Pleisweiler-Oberhofen und die Südostflanke zur Stadt Bad Bergzabern. An seinem Nordfuß entlang fließt der Hirtenbach. An seinem Nordostfuß beginnt die Bebauung von Pleisweiler; dort befindet sich die unter Denkmalschutz stehende Wappenschmiede. Entlang seiner Ostflanke erstrecken sich Weinberge, die zum Weinanbaugebiet Pfalz gehört und der zu Bad Bergzabern gehörende Wohnplatz Emilienruhe.

### Naturräumliche Zuordnung
Zusammenfassend folgt die naturräumliche Zuordnung des Waltersberges folgender Systematik:
- Großregion 1. Ordnung: Schichtstufenland beiderseits des Oberrheingrabens
- Großregion 2. Ordnung: Pfälzisch-Saarländisches Schichtstufenland
- Großregion 3. Ordnung: Pfälzerwald
- Region 4. Ordnung (Haupteinheit): Wasgau
- Region 5. Ordnung: Oberer Mundatwald

## Natur
Das Naturschutzgebiet Haardtrand – Steinbühl befindet sich an der Südostflanke.

## Tourismus
Über die Ostflanke des Bergs führt die zehnte Etappe des Pfälzer Weinsteigs und entlang seiner Westflanke der Saar-Pfalz-Weg.